# 中町 (目黑區)
中町（日语：／ Nakachō */?）是東京都目黑區的地名。現行行政地名為中町一丁目與中町二丁目。2013年7月1日為止的人口有9,536人。郵遞區號為153-0065。

## 地理
位於目黑區東北部。町域北鄰五本木、祐天寺。東北接中目黑。東連目黑。南與下目黑之間以目黑通為界。西與中央町之間以中央中通為界。町域北邊有駒澤通通過，其他主要道路有中町通、油面通。町域內主要為住宅區。

## 歷史
原為中目黑村。1967年（昭和42年）實施新住居表示，此地重編為中町。

### 地名由來
中町的「中」意指中目黑村的「中」。

## 交通
町域內沒有鐵路車站。北側有東急東橫線祐天寺站，西側有學藝大學站，另可利用駒澤通與目黑通的巴士。

## 設施
- 目黑區立油面小學校
- 目黑區立油公園
- 目黑區立三角山公園
- 東京都水道局　目黑營業所

## 備註
1. ↑  .   [2013-08-02]. （原始内容存档于2020-05-03）.